# (1940) Whipple
(1940) Whipple (1975 CA) – planetoida z grupy pasa głównego asteroid okrążająca Słońce w ciągu 5,35 lat w średniej odległości 3,06 j.a. Odkryta 2 lutego 1975 roku.